# St. Bonifatius (Dolgesheim)

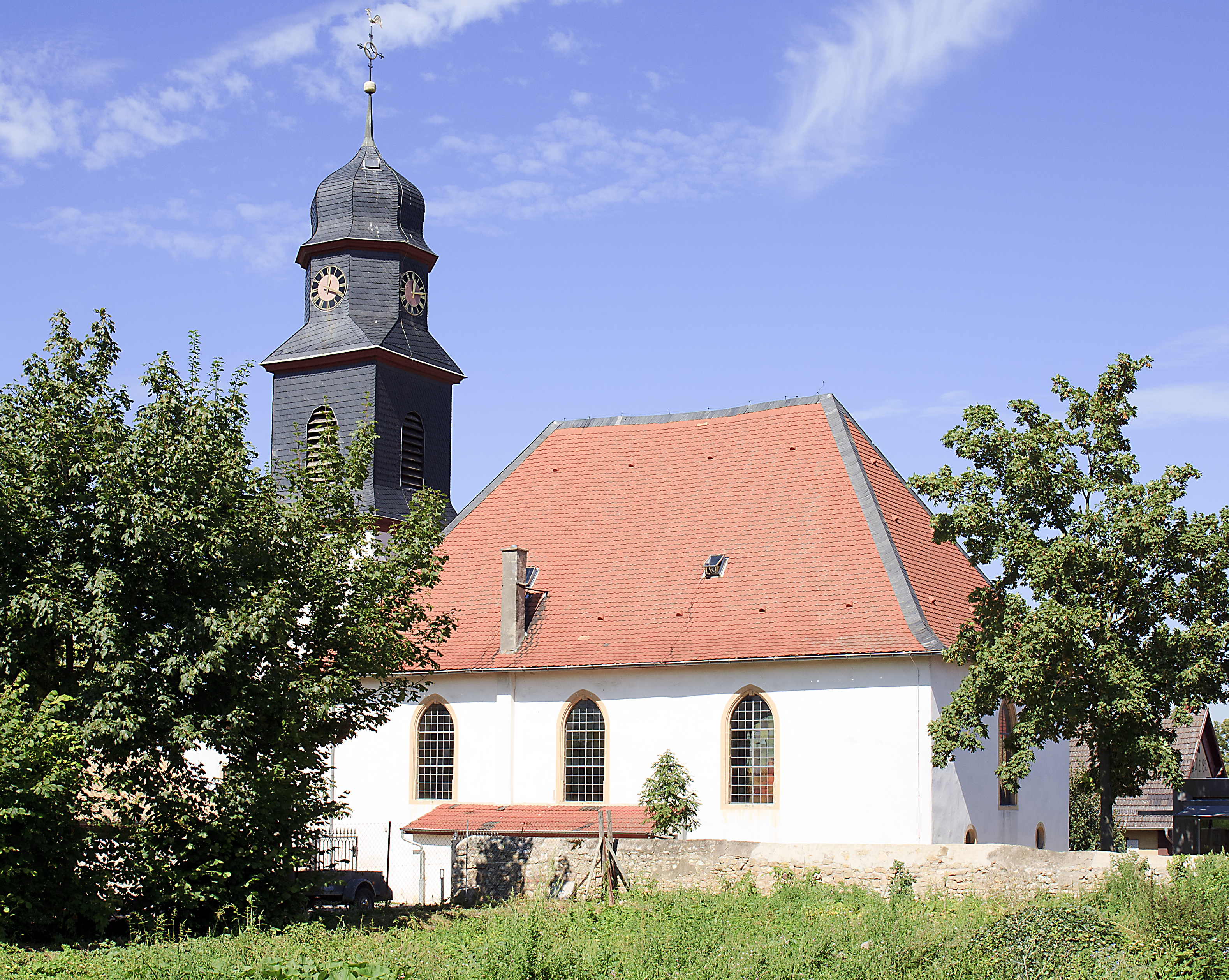
Evangelische Pfarrkirche, ehemals St. Bonifatius in Dolgesheim

Die evangelische Pfarrkirche, ehemals St. Bonifatius, ist das älteste Gebäude in Dolgesheim. Das Kirchengebäude ist in der Denkmalliste des Landes Rheinland-Pfalz verzeichnet. Erstmals wurde die Kirche 1338 in einer Urkunde als Pfarrkirche bezeichnet.
Die Grundmauern des im Kern spätmittelalterlichen rechteckigen Saalbaus gehen bis ins 13. Jahrhundert zurück. Ein nachgotischer Umbau erfolgte um 1616 beim Südportal, dem Fenster und der Empore. Zu dieser Zeit hatte der Dachstuhl einen Dachreiter, dieser hatte sich im 17. Jahrhundert gesenkt und wurde im ersten Drittel des 18. Jahrhunderts teilweise abgetragen. Das Walmdach stammt aus dem 18. Jahrhundert. 1914 wurde der Dachreiter durch den Neubau des Westturms vor der Kirche ersetzt.
Im ehemaligen Südportal befindet sich ein Grabstein, bezeichnet 1766.
Anfang der 1950er Jahre stellte man die Steine der ausgegrabenen Kirche auf dem Petersberg sicher und platzierte diese in der Kirche und auf dem nahe gelegenen Friedhof. 2014 wurden die Steine, darunter zwei romanische Halbsäulenbasen und eine gotische Gewölberippe, der Landesdenkmalpflege übergeben.
Die Kirche wurde 1946 und 2000 restauriert. Sie gilt als Kleinod unter den evangelischen Kirchen in Rheinhessen.